# Maryan Hary
Maryan Hary (født 27. maj 1980) er en fransk tidligere professionel cykelrytter.